# HD 103516
HD 103516，又名CP-62 2408，SAO 251640、HR 4563，是一颗恒星，视星等为5.91，位于銀經296.64，銀緯-1.1，其B1900.0坐标为赤經11h 50m 1.4s，赤緯-62° -1.1′ 21″。